# Louis de Saint Pierre
Louis de Saint Pierre († 23 novembre 1714), surnommé Lucas, est un religieux liégeois, appartenant à l'ordre des Grands carmes (ou carmes chaussés). Il a participé au mouvement de réforme de sa famille religieuse, dénommé Réforme de Touraine, ainsi qu'à la vie culturelle de la cour du prince-évêque Maximilien-Henri de Bavière.  

## Biographie

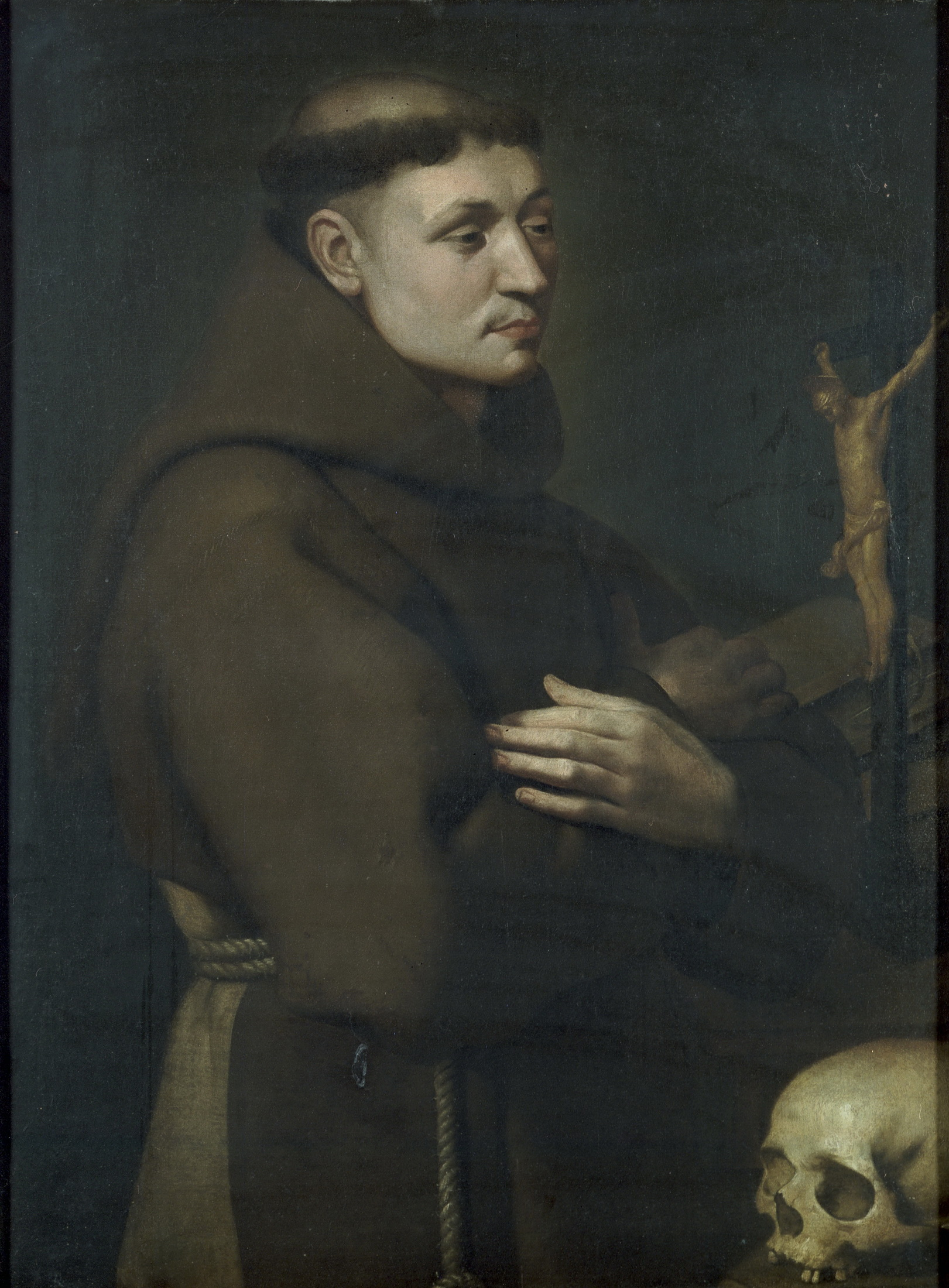
Représentation d'un religieux, par un peintre liégeois du XVIIe siècle : Bertholet Flémal.

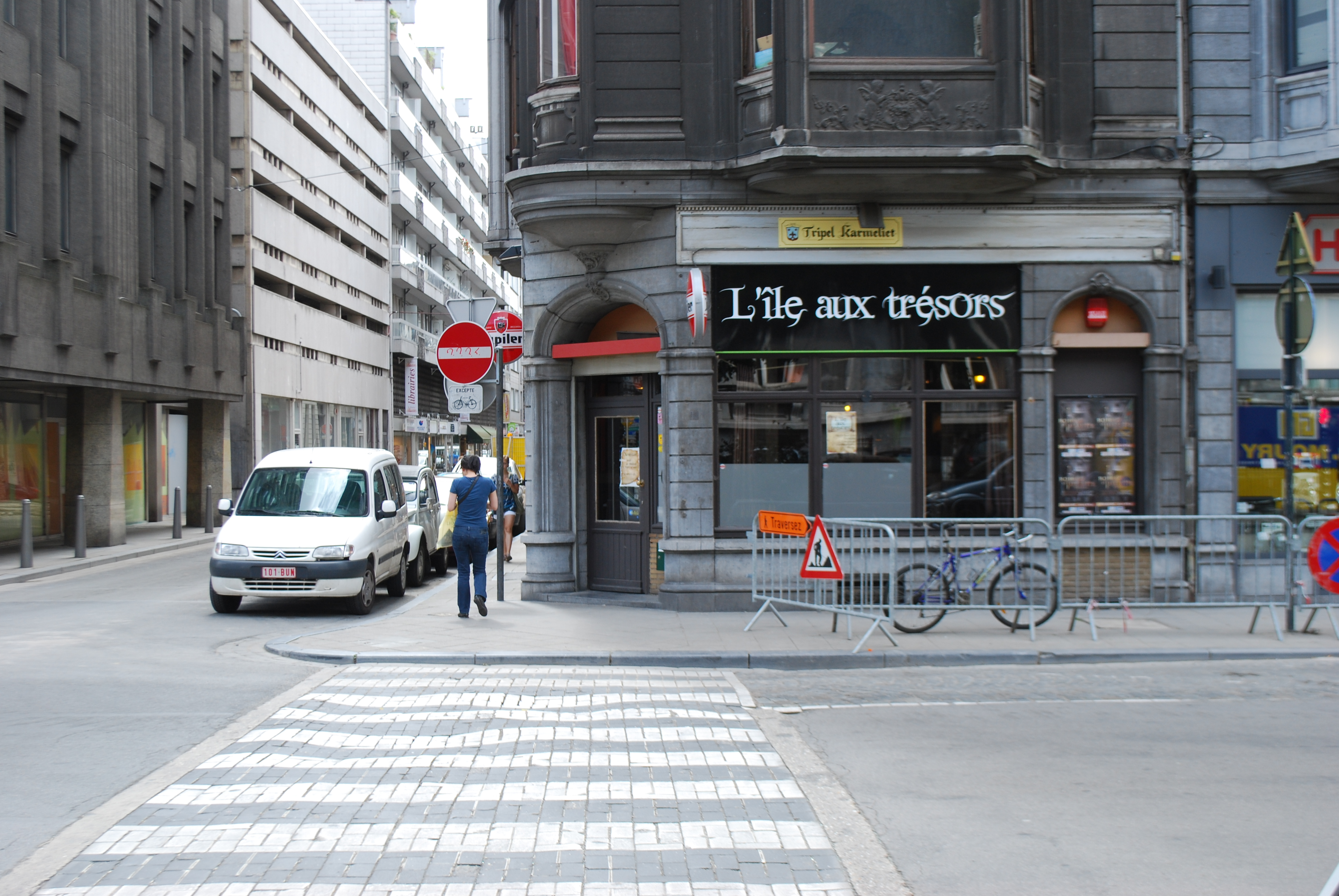
La rue des Carmes à Liège, autrefois rue des Barrés, dans laquelle s'élevait le couvent des Grands carmes, fondé vers 1249 et vendu en 1798.

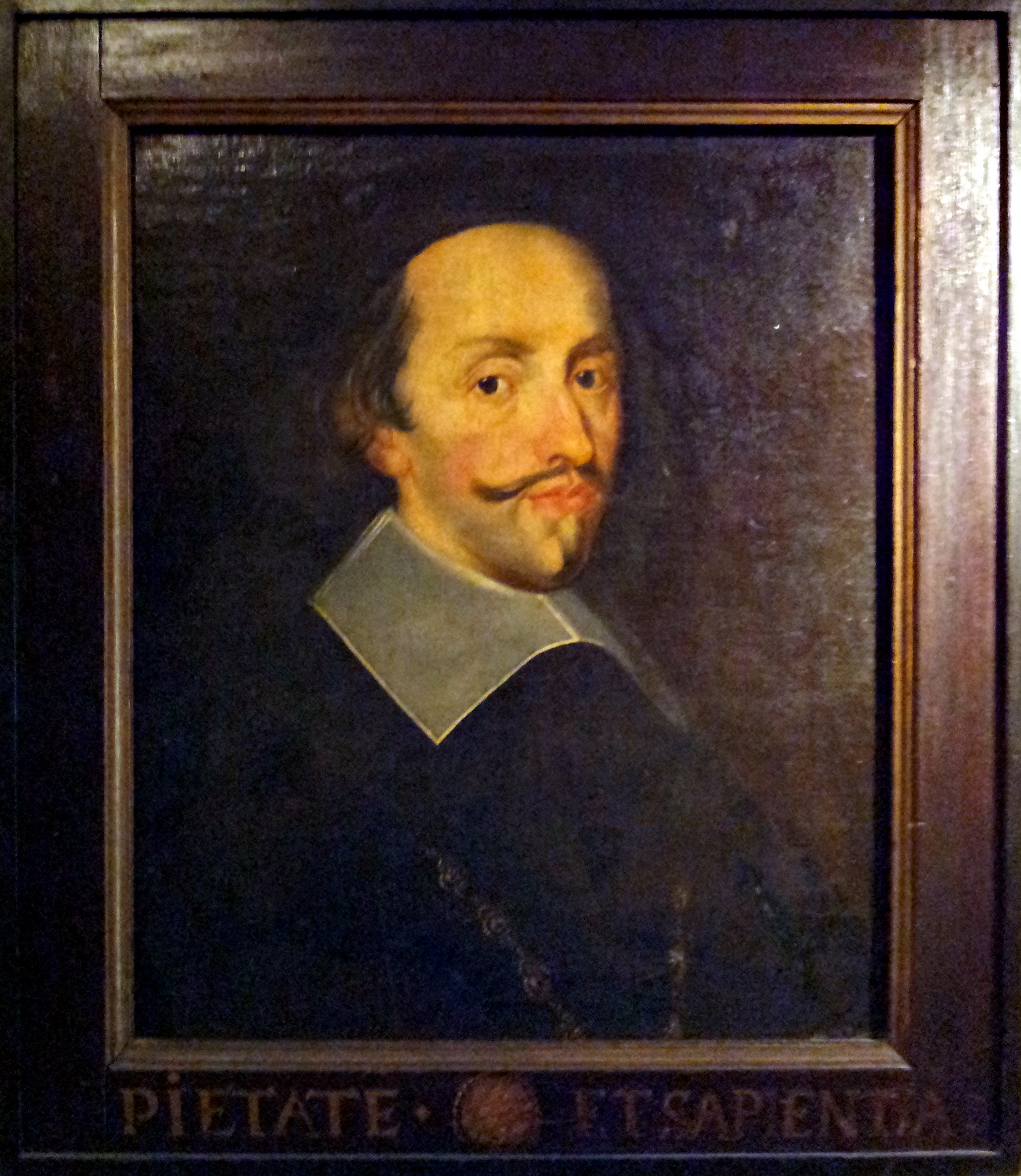
Le prince-évêque Maximilien-Henri de Bavière.

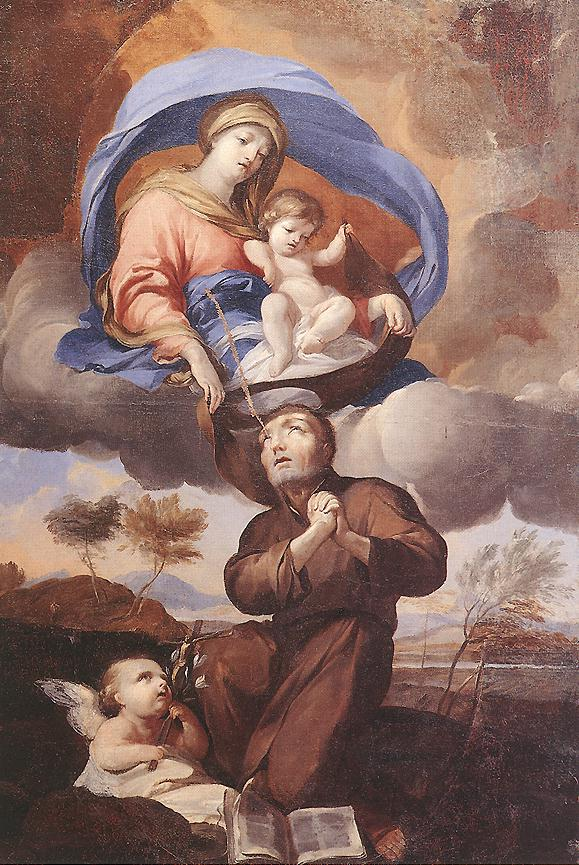
Remise du scapulaire carmélitain à saint Simon Stock (par Pierre Puget)

Louis est né à une date inconnue, probablement à Liège, alors centre d'une principauté indépendante. Il a passé quasi toute son existence dans cette ville, au couvent des Carmes En-Ile, rue des Barrés (surnom donné aux carmes en raison de leur chape blanche barrée de brun), actuellement rue des Carmes, au sein d'une communauté divisée par la question du passage de la province de Flandre à la province de France. L'ordre des Grands carmes était alors traversé par un puissant mouvement de réforme, qui avait pris naissance au couvent de Rennes au début du XVIIe siècle. Ce mouvement est connu sous le nom de Réforme de Touraine, et sa figure la plus emblématique demeure Jean de Saint-Samson. Vers 1625, la réforme a gagné la Flandre, d'où elle s'est propagée sur le territoire de l'actuelle Belgique. Or, dans la Principauté, la question de l'observance religieuse se doublait d'un problème de politique étrangère : fallait-il s'appuyer davantage sur les Pays-Bas du Sud ou sur la France ? De là, les difficultés qui marqueront le priorat de Louis de Saint Pierre, entre 1651 et 1661. Chaleureux partisan de la réforme, il prend fait et cause pour le passage à la province française. Ce choix suit d'ailleurs les préférences stratégiques du prince-évêque Maximilien-Henri de Bavière, dont Louis était le prédicateur ordinaire. Il se trouvera, de surcroît, entériné par le chapitre général de l'ordre, lequel établit, en 1660, l'appartenance du couvent de Liège à ladite province, non sans confirmer Louis dans sa charge jusqu'au chapitre provincial de 1661. Dans la communauté, les divisions ne cessent pour autant, et lorsqu'il devient prieur à Reims en 1681, Louis se réjouit, dans une lettre, d'avoir pu prendre de la distance par rapport aux luttes intestines des carmes liégeois. Après avoir été élu pour représenter la province au chapitre général, tenu à Rome en 1686, il est nommé par le chapitre provincial de 1688 comme vicaire du couvent de Wégimont. Il sera encore curé de la paroisse Saint-Martin, à Huy, où se trouvait un monastère de carmélites, avant de décéder le 23 novembre 1714.

## Postérité
Louis de Saint Pierre était avant tout un prédicateur officiel et un orateur renommé. Il a toutefois composé un certain nombre d'ouvrages, dont les genres relèvent soit du divertissement édifiant, soit de l'instruction spirituelle. Les ouvrages du premier type ont été rédigés surtout avant 1660 : il s'agit de compositions poétiques, réunies dans Les mélanges poétiques, ou recueil de poésies saintes et héroïques, ou de tragédies sacrées, dont les sujets sont empruntés à l'histoire et aux légendes du Carmel, depuis le prophète Élie jusqu'à Thérèse d'Avila, comme dans Les peintures sacrées du temple du Carmel. On peut également attribuer à Louis deux pièces de théâtre anonymes : Sainte Euphrosyne, ou la funeste rencontre, et Sainte Eugénie, ou l'imposture châtiée. Écrites sous le patronage du prince-évêque, ces œuvres sont révélatrices de l'ambiance culturelle régnant à la cour de Maximilien-Henri. Toutefois, le carme s'est aussi illustré dans un genre plus directement ascétique, en publiant en 1689 une Disciplina monastica praedicabilis, cycle de conférences données chaque semaine en français dans les communautés dont il était le prieur, et reprises ici en latin, adaptées à un public plus large, épris de perfection (perfectionis amatores). Enfin, il n'est pas sans intérêt de noter que le musée Curtius de Liège conserve un luxueux missel, réalisé dans la Cité ardente entre 1686 et 1687, dont la composition est due à Louis de Saint Pierre, et la transcription à Jean Gillot. Ce Prioral des Carmes-en-Ile de Liège se présente sous la forme d'une gouache sur parchemin, avec reliures de cuir et fermoirs d'argent. Richement enluminé, il s'agit d'une réplique des missels publiés, à la même époque, par l'imprimerie Plantin à Anvers.

## Spiritualité
Approuvée en 1697 par le chapitre provincial, la Disciplina monastica praedicabilis se compose de deux parties, qui regroupent chacune cinq traités. À travers quarante exhortations, la première partie traite de la vie religieuse en général, tandis que la seconde aborde, en trente-et-une exhortations, certaines caractéristiques de la spiritualité des Grands carmes. L'auteur fait preuve d'un esprit logique et démontre une solide connaissance de la Bible et des Pères de l'église, en particulier Augustin d'Hippone, Grégoire le Grand, Ephrem le Syrien et Bernard de Clairvaux. Fidèle à l'esprit de la réforme de Touraine, son but consiste, avant tout, à promouvoir et à maintenir l'observance stricte. Cependant, il est capable, à l'occasion, d'envisager les perspectives propres à l'expérience mystique. C'est ainsi qu'il définit la pauvreté dont fait vœu le religieux, comme un renoncement à tout ce qui n'est pas Dieu, et considère, à la suite de Jean de Saint-Samson, que cette pauvreté en esprit dispose directement à l'union amoureuse avec le divin. Traitant de l'obéissance, il va jusqu'à citer Harphius, un classique de la mystique rhéno-flamande, pour évoquer la soumission aux inspirations de Dieu dans le cœur de l'homme. Dans la deuxième partie du traité, il s'étend sur des thèmes spécifiquement carmélitains comme l'armure spirituelle, la solitude ou l'oraison, et consacre à cette dernière vingt méditations susceptibles d'aider au renouvellement de l'esprit.

## Œuvres
- Les mélanges poétiques, ou recueil de poésies saintes et héroïques (Liège, 1660)
- Les peintures sacrées du temple du Carmel (Liège, 1660)
- Sainte Euphrosyne, ou la funeste rencontre (Liège, 1655 ?)
- Sainte Eugénie, ou l'imposture châtiée (Liège, 1660)
- Disciplina monastica praedicabilis... exhortationes ascetica (Liège, 1689)